# Magnetic Man
Magnetic Man ist ein Dubstep-Musikprojekt der britischen DJs Benga, Skream und Artwork.

## Karriere
Kennengelernt haben sich die drei DJs bereits um die Jahrtausendwende. In Croydon betrieben sie einen Plattenladen und ein Label. Erst 2007, nachdem sich ihre Solokarrieren etabliert hatten, kamen sie auf die Idee, gemeinsam unter dem Namen Magnetic Man aufzutreten. Anfänglich versuchten sie, ihre Identität geheim zu halten, was aber schnell misslang. Im Jahr darauf traten sie vor großem Publikum beim Roskilde-Festival auf und 2009 unterschrieben einen Plattenvertrag bei Sony Music.
Ihre Debütsingle I Need Air mit Angela Hunte als Sängerin wurde sofort ein Top-10-Hit. Die Vorabsingle Perfect Stranger zu ihrem Debütalbum kam auf Platz 16. Das nach ihrem Projekt benannte Album war mit Platz 5 der UK-Albumcharts ein großer Erfolg.

## Diskografie
Album
- Magnetic Man (2010)

Singles
- I Need Air (featuring Angela Hunte, 2010)
- Perfect Stranger (featuring Katy B, 2010)
- Crossover (featuring Katy B, 2010)
- Getting Nowhere (featuring John Legend, 2010)
- Fire (Feat. Ms. Dynamite, 2010)